# Varennes-sur-Allier
Pour les articles homonymes, voir Varennes.
Varennes-sur-Allier est une commune française située dans le département de l'Allier, en région Auvergne-Rhône-Alpes.
Ancien chef-lieu de canton, la commune s'étend sur 2 410 hectares. Les habitants en sont nommés « les Varennois ».
La commune est située dans la région naturelle de la Forterre, au centre du Bourbonnais mais aussi de la France.

## Géographie

### Localisation
Située sur l'Allier et traversée par son affluent le Valençon à une altitude de 228 mètres, distante de 30 km au sud du chef-lieu de département Moulins et de 25 km au nord de Vichy, la commune incorpore le village de Chazeuil, à 3 km au nord en direction de Moulins.
Par la route, Varennes-sur-Allier est située à (par ordre de proximité) :
- Vichy : 30 km
- Moulins : 31 km
- Clermont-Ferrand : 82 km
- Saint-Étienne : 150 km
- Lyon : 161 km
- Grenoble : 271 km
- Paris : 334 km
- Montpellier : 406 km
- Bordeaux : 431 km
- Toulouse : 433 km
- Reims : 456 km
- Marseille : 477 km
- Nantes : 498 km
- Perpignan : 506 km
- Strasbourg : 512 km
- Le Havre : 524 km
- Lille : 549 km
- Toulon : 535 km
- Rennes : 549 km
- Nice : 628 km
- Pau : 635 km

Les communes limitrophes sont : Saint-Loup, Montoldre, Rongères, Créchy, Paray-sous-Briailles, Saint-Pourçain-sur-Sioule et Contigny.
| Contigny                  | Saint-Loup          | Montoldre |
| Saint-Pourçain-sur-Sioule | Varennes-sur-Allier |           |
| Paray-sous-Briailles      | Créchy              | Rongères  |

### Géologie et relief
La superficie de la commune est de 2 410 hectares ; son altitude varie entre 228 et 292 mètres.

### Climat
Pour des articles plus généraux, voir Climat d'Auvergne-Rhône-Alpes et Climat de l'Allier.
En 2010, le climat de la commune est de type climat océanique dégradé des plaines du Centre et du Nord, selon une étude du CNRS s'appuyant sur une série de données couvrant la période 1971-2000. En 2020, Météo-France publie une typologie des climats de la France métropolitaine dans laquelle la commune est dans une zone de transition entre le climat océanique altéré et le climat de montagne ou de marges de montagne et est dans la région climatique Centre et contreforts nord du Massif Central, caractérisée par un air sec en été et un bon ensoleillement.
Pour la période 1971-2000, la température annuelle moyenne est de 11,4 °C, avec une amplitude thermique annuelle de 16,5 °C. Le cumul annuel moyen de précipitations est de 755 mm, avec 10,2 jours de précipitations en janvier et 7,3 jours en juillet. Pour la période 1991-2020, la température moyenne annuelle observée sur la station météorologique de Météo-France la plus proche, sur la commune de Paray-sous-Briailles à 4 km à vol d'oiseau, est de 11,7 °C et le cumul annuel moyen de précipitations est de 744,7 mm,. Pour l'avenir, les paramètres climatiques de la commune estimés pour 2050 selon différents scénarios d'émission de gaz à effet de serre sont consultables sur un site dédié publié par Météo-France en novembre 2022.
| Mois                                  | jan.           | fév.            | mars           | avril         | mai             | juin            | jui.            | août           | sep.            | oct.           | nov.           | déc.           | année     |
| ------------------------------------- | -------------- | --------------- | -------------- | ------------- | --------------- | --------------- | --------------- | -------------- | --------------- | -------------- | -------------- | -------------- | --------- |
| Température minimale moyenne (°C)     | 0,3            | −0,1            | 1,8            | 4,1           | 8,1             | 11,6            | 13,2            | 12,9           | 9,3             | 7              | 3,3            | 1              | 6         |
| Température moyenne (°C)              | 3,9            | 4,6             | 7,8            | 10,6          | 14,6            | 18,3            | 20,3            | 20,1           | 16,1            | 12,4           | 7,5            | 4,5            | 11,7      |
| Température maximale moyenne (°C)     | 7,6            | 9,2             | 13,8           | 17,2          | 21,1            | 25              | 27,4            | 27,4           | 22,8            | 17,8           | 11,7           | 8              | 17,4      |
| Record de froid (°C) date du record   | −27 23.01.1963 | −25 05.02.1963  | −13,1 01.03.05 | −8 04.04.1973 | −4,9 01.05.1976 | −0,5 04.06.1962 | 2 12.07.1990    | 0,9 29.08.1959 | −2,6 19.09.1977 | −10 30.10.1997 | −11 23.11.1993 | −17 21.12.1963 | −27 1963  |
| Record de chaleur (°C) date du record | 19 10.01.1991  | 24,5 27.02.1960 | 26,3 13.03.02  | 30,3 30.04.05 | 34,1 27.05.05   | 40,3 27.06.19   | 42,4 31.07.1983 | 40,8 12.08.03  | 36,2 03.09.1962 | 31,5 02.10.23  | 25,5 08.11.15  | 21 16.12.1989  | 42,4 1983 |
| Précipitations (mm)                   | 50,5           | 37,3            | 45,6           | 60,1          | 80,1            | 68,3            | 72,3            | 73,7           | 66,6            | 65,4           | 70,9           | 53,9           | 744,7     |

## Urbanisme

### Typologie
Au 1er janvier 2024, Varennes-sur-Allier est catégorisée bourg rural, selon la nouvelle grille communale de densité à 7 niveaux définie par l'Insee en 2022.
Elle appartient à l'unité urbaine de Varennes-sur-Allier, une unité urbaine monocommunale constituant une ville isolée,. Par ailleurs la commune fait partie de l'aire d'attraction de Varennes-sur-Allier, dont elle est la commune-centre,. Cette aire, qui regroupe 3 communes, est catégorisée dans les aires de moins de 50 000 habitants,.

### Occupation des sols

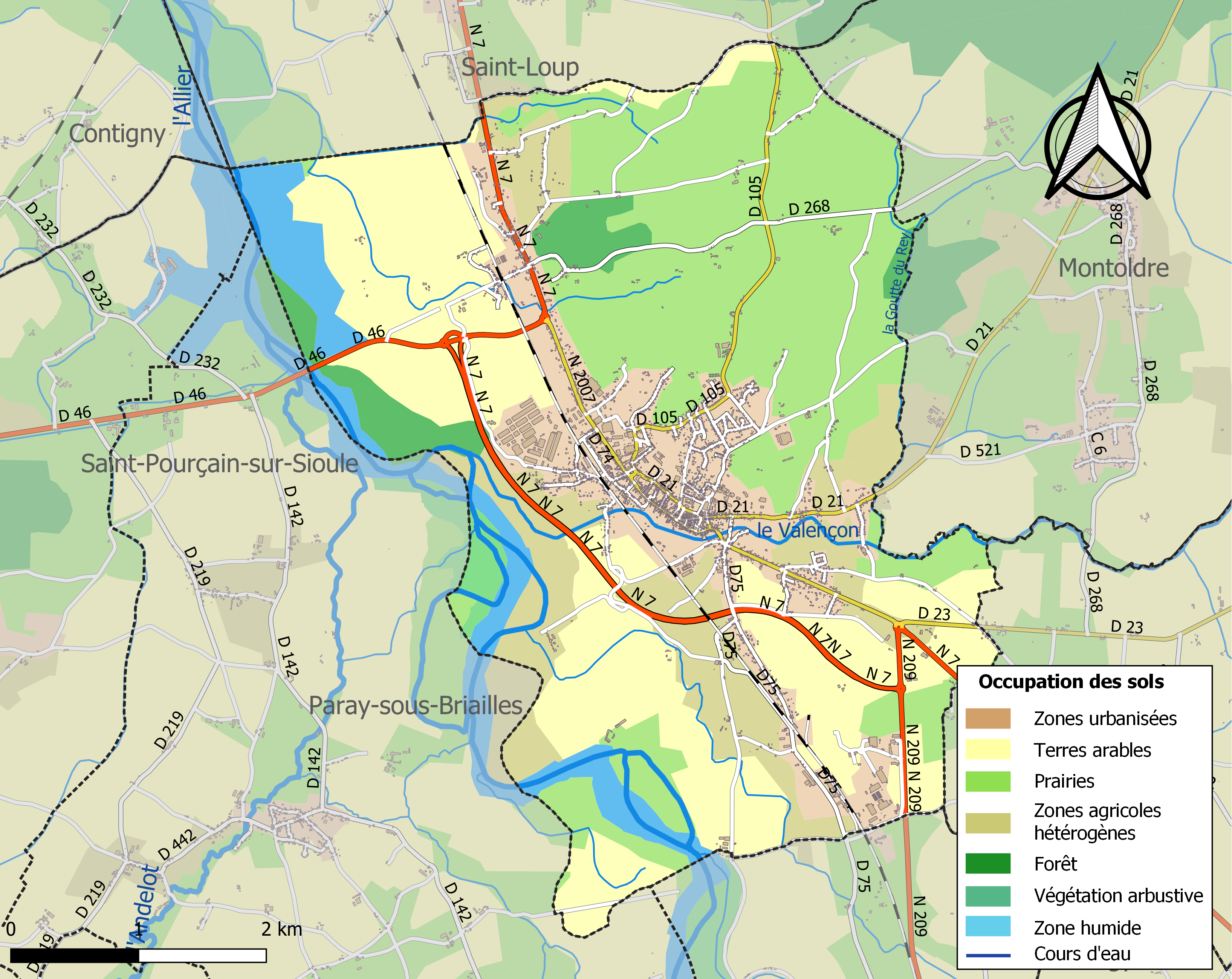
Carte des infrastructures et de l'occupation des sols de la commune en 2018 (CLC).

L'occupation des sols de la commune, telle qu'elle ressort de la base de données européenne d’occupation biophysique des sols Corine Land Cover (CLC), est marquée par l'importance des territoires agricoles (73,7 % en 2018), une proportion sensiblement équivalente à celle de 1990 (74,5 %). La répartition détaillée en 2018 est la suivante : prairies (31,2 %), terres arables (29,1 %), zones agricoles hétérogènes (13,3 %), zones urbanisées (12,3 %), eaux continentales (5,5 %), forêts (3,9 %), zones industrielles ou commerciales et réseaux de communication (2,7 %), espaces verts artificialisés, non agricoles (1,1 %), milieux à végétation arbustive et/ou herbacée (0,9 %).
L'IGN met par ailleurs à disposition un outil en ligne permettant de comparer l’évolution dans le temps de l’occupation des sols de la commune (ou de territoires à des échelles différentes). Plusieurs époques sont accessibles sous forme de cartes ou photos aériennes : la carte de Cassini (XVIIIe siècle), la carte d'état-major (1820-1866) et la période actuelle (1950 à aujourd'hui).

### Logement
En 2012, la commune comptait 2 059 logements, contre 2 057 en 2007. Parmi ces logements, 84,3 % étaient des résidences principales, 2,4 % des résidences secondaires et 13,3 % des logements vacants. Ces logements étaient pour 68,1 % d'entre eux des maisons individuelles et pour 31,5 % des appartements.
La proportion des résidences principales, propriétés de leurs occupants était de 57,4 %, en hausse sensible par rapport à 2007 (56,3 %). La part de logements HLM loués vides était de 11,7 % (contre 11,1 %).

### Voies de communication et transports

#### Voies routières
Varennes-sur-Allier est traversée par la route nationale 7 reliant Paris et Moulins vers le nord, à Lapalisse, Roanne, Lyon et au-delà vers la Côte d'Azur au sud-est. Elle est également le terminus de la route nationale 209 desservant l'agglomération vichyssoise (Saint-Germain-des-Fossés, Cusset et Vichy).
Une déviation a été construite ; inaugurée le 17 décembre 2016, elle est mise en service le 21 décembre.
Le territoire communal est également traversé par les routes départementales 46 (en direction de Saint-Pourçain-sur-Sioule, Montmarault et Montluçon), 21 (vers Montoldre et Jaligny-sur-Besbre), 23 (vers Boucé, Trézelles et Le Donjon), 75 (vers Créchy), 105 (vers Saint-Gérand-de-Vaux) et 268 (direction Montoldre).

#### Transport en commun
Deux lignes du réseau de transport interurbain du département de l'Allier (Trans'Allier) desservent la ville : la ligne I vers Saint-Pourçain-sur-Sioule, ainsi que la ligne Q, vers Moulins.

#### Transport ferroviaire
Une gare ferroviaire est implantée sur le territoire communal sur la ligne de Moret - Veneux-les-Sablons à Lyon-Perrache. Située près du centre-ville, elle est desservie par des trains TER Auvergne-Rhône-Alpes reliant Moulins-sur-Allier à Clermont-Ferrand (voire au-delà) via Vichy.

### Risques naturels et technologiques
La commune est soumise à plusieurs risques :
- inondation (passage de la rivière Allier)[15] ;
- risque sismique (zone de sismicité faible)[16] ;
- rupture de barrage (la rupture du barrage de Naussac, en Lozère)[15] ;
- transport de matières dangereuses (les routes nationales 7 et 209 ainsi que la route départementale 46 étant concernées)[15].

Le village de Chazeuil a connu un accident grave le 10 novembre 1988 : un camion-citerne transportant près de 30 m3 de méthanol a pris feu dans une collision avec un véhicule léger.
Une canalisation de gaz naturel passe sous la commune.
Un plan de prévention des risques naturels concernant les inondations sur la rivière Allier a été prescrit en 2001 et approuvé en 2008. Le DICRIM existe depuis 1998.

## Toponymie

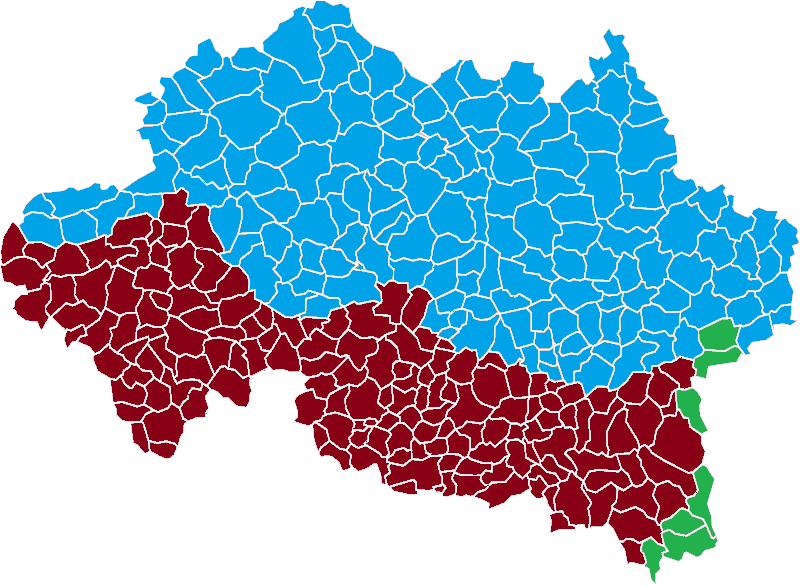
Carte linguistique de l'Allier selon lAtlas sonore des langues régionales (CNRS 2022). Varennes-sur-Allier est en bourbonnais d'oïl (bleu).

Le nom de la localité est attesté sous la forme Varenas en 1373.
Il s'agit d'une formation toponymique fréquente dont le sens premier en langue d'oïl est « terrain où il est défendu de chasser ou de pêcher sans la permission du seigneur », les sens plus tardifs sont « terre inculte que le gibier fréquente et où paissent quelques bestiaux », « terre de mauvaise qualité, terre sablonneuse » et « plaine d'une vallée ».
Ernest Nègre note que le varena « sorte de terrain léger » et « terrain sablonneux et maigre » occitan (varena, terme désignant un territoire arénacé ou sablonneux,) pourrait bien avoir une origine différente de varenne en langue d'oïl. Il rattache donc le toponyme Varennes-sur-Allier à la langue d'oïl.
Varennes-sur-Allier se situe en zone du bourbonnais d'oïl. Le parler local a été relevé par Frantz Brunet qui dans son Dictionnaire du parler bourbonnais.
Albert Dauzat auparavant avait vu dans Varennes-sur-Allier une formation homonyme des autres Varennes remontant à un pré-latin varenna « délaissé de rivière en friche », dérivé de l'indo-européen *vara « eau ». Plus récemment, Xavier Delamarre considère comme celtique (langue gauloise) en tant que variante de uer- (ver-) cf. le nom du Var.

## Histoire

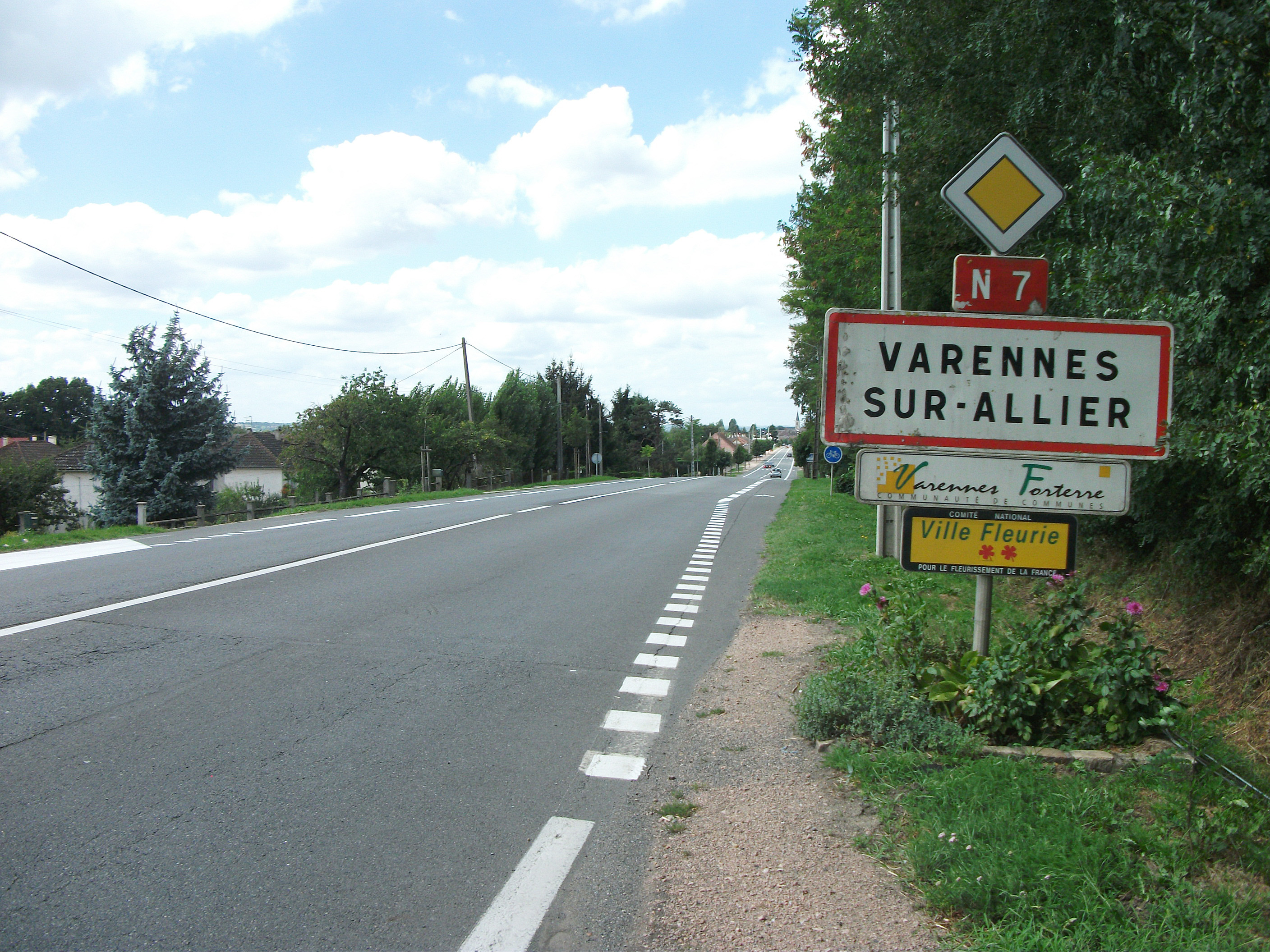
Entrée par l'ancienne route nationale 7 depuis Vichy et Roanne, en 2015.

Certains ont cru voir dans la présence d'un vieux puits près du cimetière actuel et dans la butte sur laquelle s'élevait l'ancienne église paroissiale des témoins d'une agglomération d'époque celtique. Cependant, deux petites haches en pierre polie, très probablement votives, trouvées avenue de Lyon, et une pièce d'or des Bituriges, sur les hauteurs de Chazeuil, permettent de supposer que l'homme a vécu sur le site à ces époques reculées. En revanche, la présence gallo-romaine est indiscutable.

### Antiquité
Des vestiges trouvés (les restes d'un pont sur l'Allier daté du IIIe siècle apr. J.-C., et des centaines d’objets déposés au musée départemental de Moulins) révèlent l’existence sur le site de la ville d’une agglomération gallo-romaine, dont les habitants semblent avoir joui d’un niveau de vie assez élevé, peut-être dû à l'exploitation du calcaire de Forterre (four à chaux, production de céramiques fines à glaçure plombifère et de petites figurines de terre cuite blanche). Ce site, alors appelé Vorogio, est situé dans le quartier dit de Vouroux, aujourd'hui occupé principalement par la place du même nom.

### Le Moyen Âge
Des monnaies de l'époque mérovingienne ont été trouvées, marquées Vorogio (Vouroux), ainsi qu'un sarcophage, indiqueraient l'existence de la paroisse Saint-Pierre de Vouroux, dès le haut Moyen Âge.
Au XIe ou XIIe siècle, est construite, sur les hauteurs de Chazeuil, la chapelle dédiée à Notre-Dame de la Ronde, aujourd'hui le plus ancien bâtiment de la commune.
Il semble que, plus tard, la ville ait été donnée en fief à la Maison de Bourbon, puisque c’est au Duc Louis II (1336-1410) qu'elle doit les fortifications du XIVe siècle, dont subsiste la Tour de la Poterne, située au-dessus de la rive droite du Valençon, le petit cours d'eau qui la borde.
Cette qualité de ville close, sur l’une des routes les plus importantes du royaume, n’offrait pas seulement des avantages et valut par la suite à Varennes de figurer dans l’histoire de plusieurs guerres civiles et dans la chronique des grandes épidémies.

### La Renaissance et leXVIIesiècle
En 1440, la ville est assiégée par le roi Charles VII contre lequel s’était rebellé le cinquième duc de Bourbon.
En 1591, inversement, c’est par sa fidélité au roi Henri IV que Varennes se distingue au terme des guerres de religion ; le souverain offre quatre ans plus tard aux habitants la cloche qui sonne toujours les heures du haut du beffroi de l’Hôtel de ville.
À la fin du XVIIe siècle, la population du bourg n’était plus que de 400 personnes et l’intendant Le Vayer pouvait décrire la cité comme « une petite ville ruinée par les grands passages de gens de guerre, qui ont fait déserter la plupart de ses habitants ».

### LeXVIIIesiècle
Il semble qu’une certaine prospérité soit revenue au XVIIIe siècle : on en trouve un indice dans l’ouverture d’un bureau de poste dès 1747, et quelques belles maisons du centre-ville en portent aussi témoignage.

### Époque contemporaine

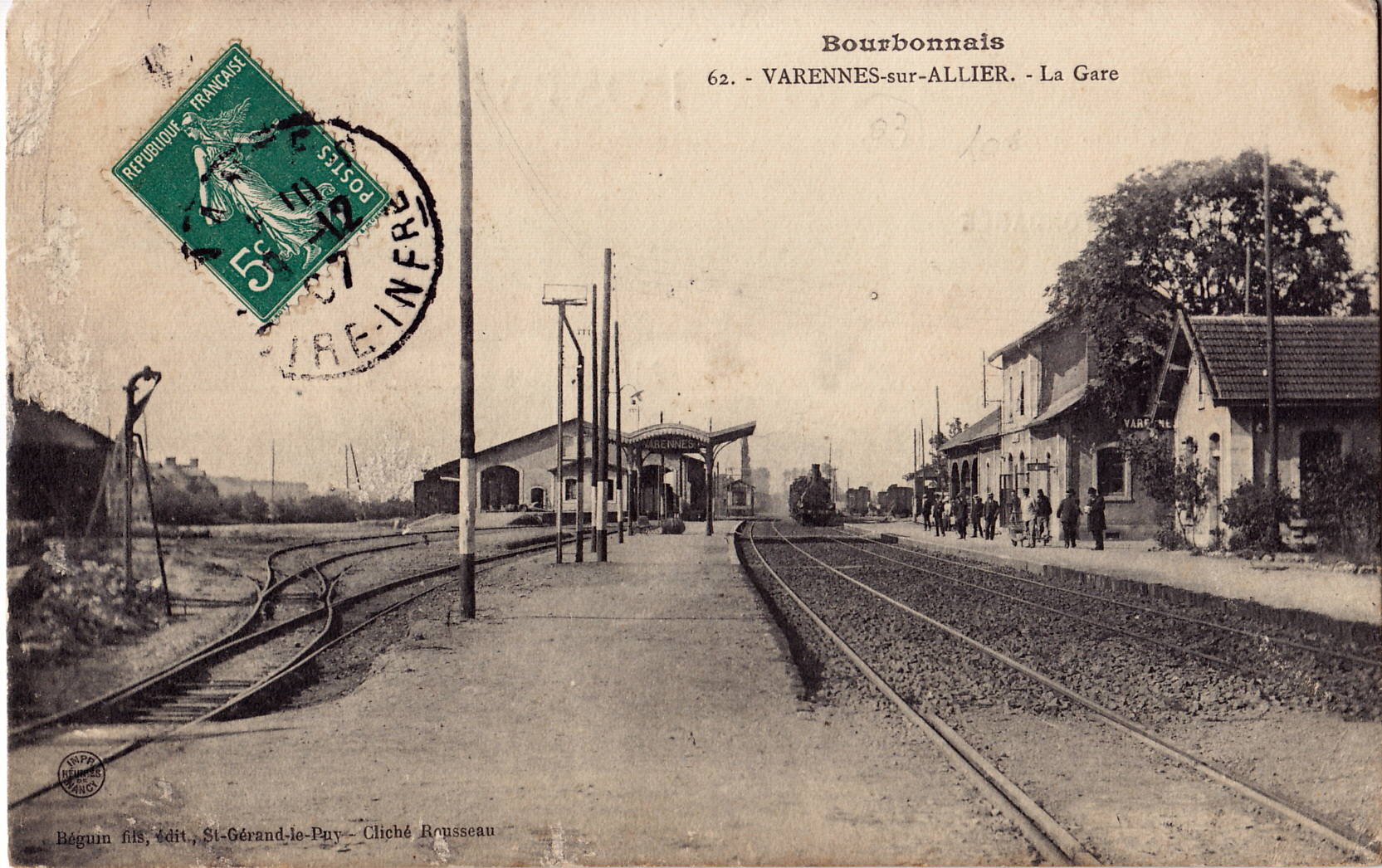
La gare de Varennes-sur-Allier dans les années 1900.

C’est au début de la Révolution que la commune fut formée, par la réunion à Varennes des paroisses voisines de Vouroux et Chazeuil, et elle devint, dès 1790, un chef-lieu de canton.
La commune est reliée au chemin de fer en 1853 lors de la mise en service du tronçon Moulins à Varennes-sur-Allier de la ligne de Moret - Veneux-les-Sablons à Lyon-Perrache. De 1911 à 1939, Varennes-sur-Allier fut relié à Digoin par un pittoresque « tacot ».

## Politique et administration

### Découpage administratif
Varennes-sur-Allier était chef-lieu d'un canton de quinze communes, comptant 14 483 habitants au recensement de 2011, jusqu'en mars 2015, où le redécoupage cantonal de 2014 modifie le périmètre de tous les cantons du département ; depuis les élections départementales, Varennes-sur-Allier est rattachée au canton de Saint-Pourçain-sur-Sioule.

### Tendances politiques et résultats
À l'élection présidentielle de 2012, François Hollande, élu, a recueilli 57,80 % des suffrages exprimés (1 242 voix sur 2 097 exprimés). 82,40 % des électeurs ont voté (2 270 votants sur 2 755 inscrits).
Varennes-sur-Allier, comme l'ensemble de son ancien canton, était concernée par le redécoupage des circonscriptions législatives françaises de 2010, basculant de la 3e (Gannat – Saint-Pourçain) à la 1re circonscription de l'Allier (celle de Moulins), applicable depuis 2012. À cette occasion, Guy Chambefort, élu, a recueilli 57,42 % des suffrages exprimés (936 voix sur 1 630 exprimés). 61,46 % des électeurs ont voté (1 689 votants sur 2 748 inscrits).
Aux élections municipales de 2014, Roger Litaudon a été élu avec 67,05 % des voix, acquérant 23 sièges au conseil municipal dont 8 au conseil communautaire. Il bat le maire sortant, Pierre Courtadon, qui obtient les sièges restants, dont un au conseil communautaire. Le taux de participation est de 72,83 %.
Aux élections européennes de 2014, les trois premières listes arrivées étaient : FN (27,38 %), UMP (24,70 %) et UG (17,94 %). 45,79 % des électeurs ont voté (1 225 votants sur 2 675 inscrits).
Aux élections départementales de 2015, le binôme constitué de Catherine Corti et de Bernard Coulon, élu dans le canton de Saint-Pourçain-sur-Sioule, a recueilli 70,29 % des suffrages exprimés (944 voix sur 1 343 exprimés). 53,79 % des électeurs ont voté (1 441 votants sur 2 679 inscrits).

### Liste des maires

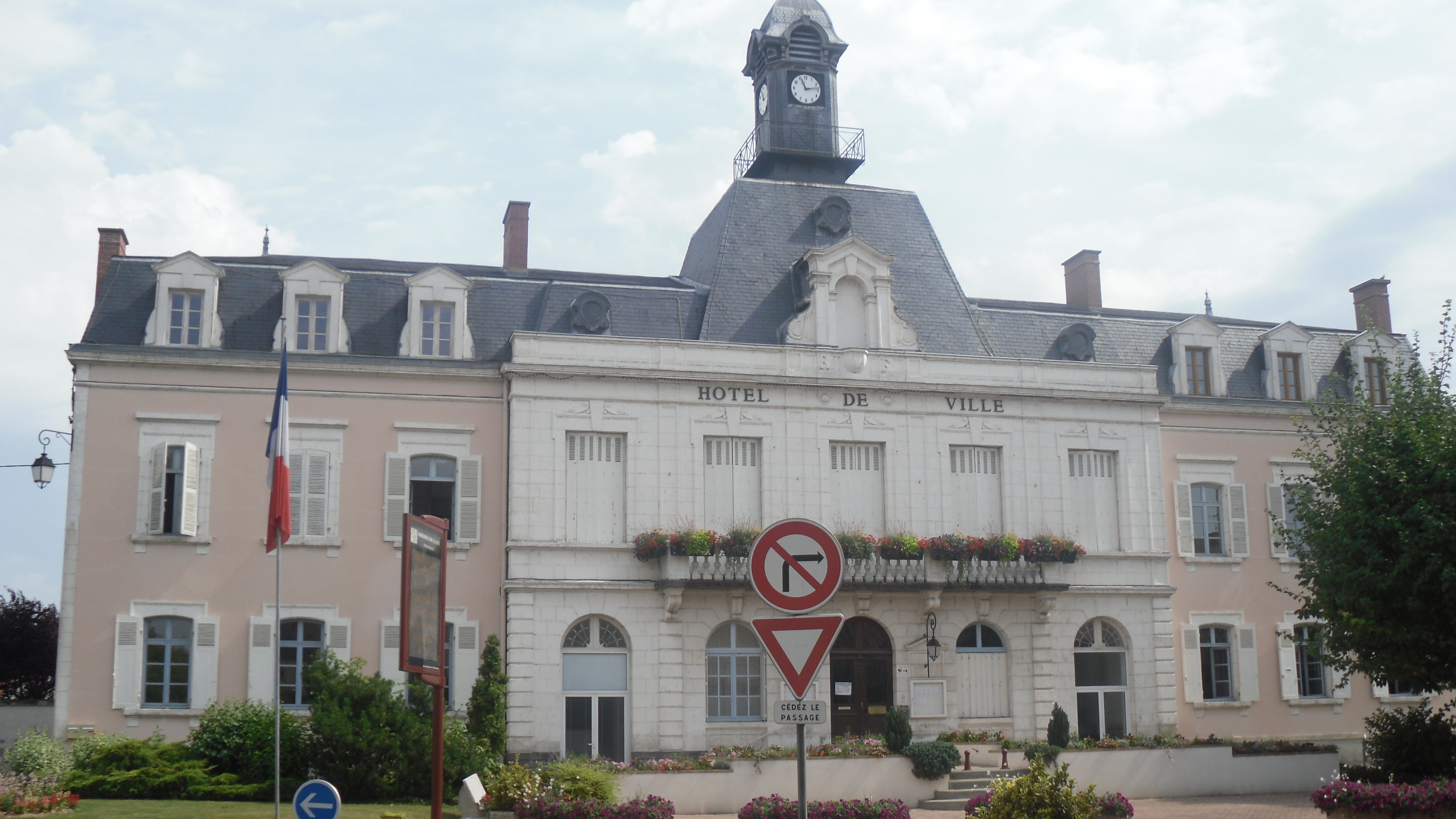
Hôtel de ville de Varennes-sur-Allier.

| Période                                  | Période    | Identité         | Étiquette | Qualité |
| ---------------------------------------- | ---------- | ---------------- | --------- | --- |
| Les données manquantes sont à compléter. |            |                  |           | |
| 18??                                     | 1881       | M. Villars       |           | médecin |
| 1881                                     | après 1903 | Claude Labonde   |           | |
|                                          |            | Louis Collet     |           | Fabricant et négociant en meubles Nommé par le gouvernement de Vichy |
| août 1944                                |            | Marcel Chevalier |           | Horloger Nommé par le Comité de résistance à la Libération |
| 1949                                     | ?          | Auguste Allirand |           | |
| années 1950-1960-1970                    |            | Georges Bourin   |           | Négociant en huile |
| années 1980                              |            | M. Petit         |           | |
| mars 1989                                | mars 2014  | Pierre Courtadon | PCF       | |
| mars 2014                                | En cours   | Roger Litaudon   | DVD,      | Retraité Président de la communauté de communes Varennes-Forterre (2014-2016) Président de la communauté de communes Entr'Allier Besbre et Loire Conseiller départemental du canton de Saint-Pourçain-sur-Sioule (depuis 2021) 7e vice-président du conseil départemental de l'Allier chargé de l'habitat et de la rénovation énergétique (depuis 2021) Conseiller départemental depuis 2021 |

### Instances judiciaires et administratives
Varennes-sur-Allier dépend de la cour d'appel de Riom, du tribunal pour enfants de Moulins, du tribunal de proximité de Vichy et des tribunaux judiciaire et de commerce de Cusset.

### Jumelages
Au 25 juillet 2015, selon le site France-Diplomatie du ministère des Affaires étrangères, il n'existe aucun projet de coopération avec Varennes-sur-Allier.

## Population et société

### Démographie

#### Évolution démographique
L'évolution du nombre d'habitants est connue à travers les recensements de la population effectués dans la commune depuis 1793. Pour les communes de moins de 10 000 habitants, une enquête de recensement portant sur toute la population est réalisée tous les cinq ans, les populations de référence des années intermédiaires étant quant à elles estimées par interpolation ou extrapolation. Pour la commune, le premier recensement exhaustif entrant dans le cadre du nouveau dispositif a été réalisé en 2005.

En 2022, la commune comptait 3 588 habitants, en évolution de +0,76 % par rapport à 2016 (Allier : −1,38 %, France hors Mayotte : +2,11 %).
| 1793  | 1800  | 1806  | 1821  | 1831  | 1836  | 1841  | 1846  | 1851  |
| ----- | ----- | ----- | ----- | ----- | ----- | ----- | ----- | ----- |
| 1 530 | 1 221 | 1 824 | 2 028 | 1 997 | 2 191 | 2 295 | 2 493 | 2 461 |

| 1856  | 1861  | 1866  | 1872  | 1876  | 1881  | 1886  | 1891  | 1896  |
| ----- | ----- | ----- | ----- | ----- | ----- | ----- | ----- | ----- |
| 2 582 | 2 465 | 2 496 | 2 505 | 2 510 | 2 562 | 2 710 | 2 850 | 3 117 |

| 1901  | 1906  | 1911  | 1921  | 1926  | 1931  | 1936  | 1946  | 1954  |
| ----- | ----- | ----- | ----- | ----- | ----- | ----- | ----- | ----- |
| 3 214 | 3 346 | 3 320 | 3 150 | 3 276 | 3 366 | 3 362 | 3 488 | 3 763 |

| 1962  | 1968  | 1975  | 1982  | 1990  | 1999  | 2005  | 2006  | 2010  |
| ----- | ----- | ----- | ----- | ----- | ----- | ----- | ----- | ----- |
| 4 020 | 4 712 | 4 907 | 4 751 | 4 413 | 4 072 | 3 879 | 3 855 | 3 600 |

| 2015  | 2020  | 2022  | - | - | - | - | - | - |
| ----- | ----- | ----- | - | - | - | - | - | - |
| 3 569 | 3 642 | 3 588 | - | - | - | - | - | - |

#### Pyramide des âges
En 2021, le taux de personnes d'un âge inférieur à 30 ans s'élève à 29,8 %, soit au-dessus de la moyenne départementale (29,0 %). À l'inverse, le taux de personnes d'âge supérieur à 60 ans est de 36,0 % la même année, alors qu'il est de 35,6 % au niveau départemental.
En 2021, la commune comptait 1 812 hommes pour 1 797 femmes, soit un taux de 50,21 % d'hommes, légèrement supérieur au taux départemental (47,97 %).
Les pyramides des âges de la commune et du département s'établissent comme suit :
| Hommes | Classe d’âge | Femmes |
| ------ | ------------ | ------ |
| 1,4    | 90 ou +      | 1,7    |
| 10,4   | 75-89 ans    | 15,4   |
| 19,5   | 60-74 ans    | 23,6   |
| 20,5   | 45-59 ans    | 20,6   |
| 13,5   | 30-44 ans    | 13,9   |
| 21,9   | 15-29 ans    | 12,2   |
| 12,7   | 0-14 ans     | 12,6   |

| Hommes | Classe d’âge | Femmes |
| ------ | ------------ | ------ |
| 1,2    | 90 ou +      | 3      |
| 10     | 75-89 ans    | 13,4   |
| 21,3   | 60-74 ans    | 22     |
| 20,6   | 45-59 ans    | 19,6   |
| 15,7   | 30-44 ans    | 15     |
| 15,6   | 15-29 ans    | 12,9   |
| 15,7   | 0-14 ans     | 14     |

### Enseignement
Varennes-sur-Allier dépend de l'académie de Clermont-Ferrand. Elle possède cinq établissements scolaires.
La commune gère les écoles maternelles publiques des Deux Érables et des Quatre Vents ainsi que l'école élémentaire publique George-Sand.
Le Conseil départemental de l'Allier gère le collège Antoine-de-Saint-Exupéry. C'est le collège de secteur pour la commune.
Les lycéens se rendent à Saint-Pourçain-sur-Sioule,Vichy ou Moulins. Il existe aussi le lycée professionnel Val d'Allier.

### Manifestations culturelles et festivités

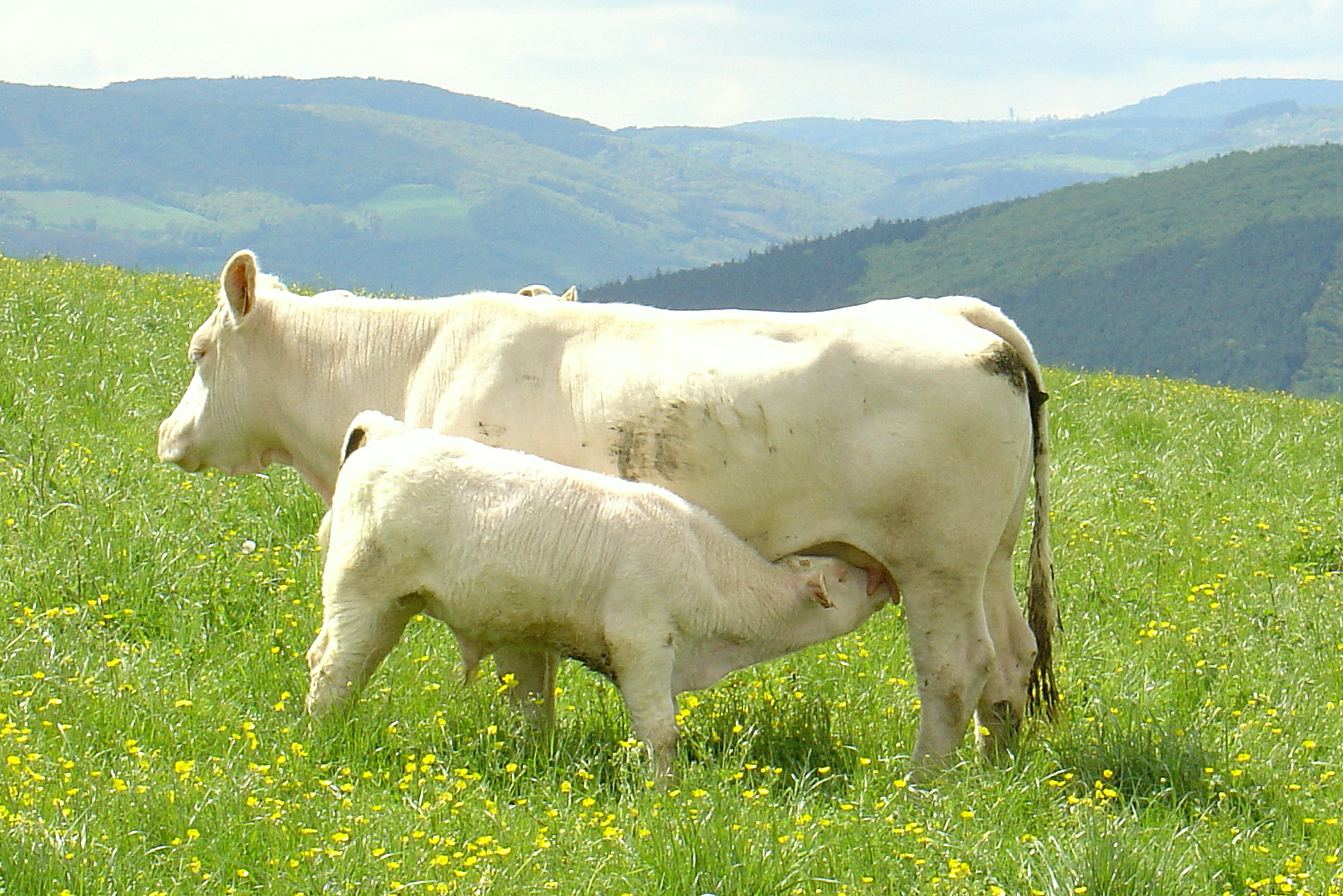
Vache charolaise et son veau.

Chaque année une importante foire agricole se tient à Varennes au cours de laquelle un grand nombre de vaches charolaises sont vendues. C'est le concours agricole qui a lieu 15 jours avant Pâques.
La ville dispose d'une excellente harmonie municipale, longtemps dirigée par Louis Martin et Jules Ferrieux et également d'une école de musique héritée de celle qu'avait créée Jules Ferrieux qui assurait seul la formation des élèves en solfège et en instruments à vent.

### Santé
Pendant la Seconde Guerre mondiale et longtemps après, Varennes-sur-Allier a bénéficié des services de quatre médecins, les docteurs Dallier, Morel, Favalelli et Devaux, ce dernier spécialisé en homéopathie.
De même, plusieurs cabinets de dentiste ont dispensé leurs soins, l'un étant situé rue du 4-septembre.
Les malades graves étaient le plus souvent dirigés vers des spécialistes exerçant à Vichy ou Moulins, ou à l'hôpital de Saint-Pourçain-sur-Sioule, au Centre hospitalier de Moulins, ou encore à la clinique La Pergola de Vichy, ou la clinique du Dr Pénard à Moulins.

### Sports
Dans les années 1940 et au-delà, Varennes-sur-Allier disposait d'une bonne équipe de football où a brillé longtemps au poste d'avant-centre un descendant d'émigré polonais (Walkoviak).
La construction de la piscine et des courts de tennis a permis la création d'autres activités sportives. La ville avait aussi une association de gymnastique entraînée par Michel Débaptiste, sabotier, excellent gymnaste qui se produisait souvent en solo lors des fêtes foraines.

## Économie
Dans la zone industrielle de La Feuillouse se trouve le siège social de l'une des entreprises industrielles les plus importantes du département : Wavin France. L'usine de Varennes produit des tubes et raccords en PVC pour le bâtiment et les travaux publics et emploie 350 personnes environ. Wavin a été racheté en février 2012 par le groupe Mexichem, leader de l'industrie pétrolière mexicaine et numéro un mondial des canalisations en plastique.
Une entreprise du secteur de la défense nationale (dont son nom n'est pas communiqué du fait de la confidentialité du marché) s'installera sur le site du détachement air 277, décision faite en juillet 2015 par NSE (Nizerolles Systèmes Électroniques) à la suite de l'attribution « d'un marché de soutien logistique pour des équipements électroniques, optiques et optroniques ».

### Emploi
En 2012, la population âgée de 15 à 64 ans s'élevait à 2 057 personnes, parmi lesquelles on comptait 72 % d'actifs dont 62,2 % ayant un emploi et 9,8 % de chômeurs.
On comptait 2 144 emplois dans la zone d'emploi. Le nombre d'actifs ayant un emploi résidant dans la zone étant de 1 303, l'indicateur de concentration d'emploi est de 164,6 %, ce qui signifie que la commune offre plus d'un emploi par habitant actif.
1 145 des 1 303 personnes âgées de 15 ans ou plus (soit 87,9 %) sont des salariés. Près de la moitié des actifs (49,2 %) travaillent dans la commune, tandis que 47,3 % des autres actifs travaillent dans une autre commune du département.

### Entreprises
Au 1er janvier 2013, Varennes-sur-Allier comptait 187 entreprises : 12 dans l'industrie, 30 dans la construction, 121 dans le commerce, les transports et les services divers et 24 dans le secteur administratif.
En outre, elle comptait 246 établissements.
La commune abrite le siège social d'une grande entreprise : Wavin France, spécialisée dans la fabrication de tubes et de raccords en PVC rigide pour l'assainissement, le bâtiment, l'adduction d'eau, l'industrie et les planchers chauffants (géothermie et aérothermie).

### Commerce
La base permanente des équipements de 2014 recense trois supermarchés, quatre boulangeries, trois boucheries-charcuteries, une librairie-papeterie ou marchand de journaux, quatre magasins de vêtements, un magasin d'équipements du foyer, un magasin de chaussures, deux drogueries/quincailleries ou petites surfaces de bricolage, une horlogerie/bijouterie, deux fleuristes, deux magasins d'optique et cinq stations-service.

### Tourisme
Au 1er janvier 2015, la commune comptait deux hôtels, totalisant 28 chambres.

## Culture et patrimoine

### Lieux et monuments

#### Base militaire
Varennes possède une base militaire, située derrière la gare, qui accueille l'Entrepôt de l'armée de l'air 606 (EAA), principal établissement ravitailleur de l'armée de l'air, spécialisé dans le stockage, l'entretien, la réparation et la distribution de matériels dans le domaine aéronautique (groupes de démarrage avion, compresseurs, équipements de production d'énergie…). Le personnel de la base compte plus de 600 personnes dont 249 militaires d'active (officiers, sous-officiers, militaires techniciens de l'air). Le détachement air 277 pratique l'externalisation depuis 2001, époque où il a été désigné site expérimental de la fonction « externalisation du soutien » pour l'armée de l'air. Une expérimentation aujourd'hui terminée et jugée satisfaisante. Dans le cadre de la modernisation, depuis le 1er janvier 2011, le détachement est rattaché pour son soutien commun à la Base de Défense de Clermont-Ferrand.
Depuis sa fermeture, le site de la base militaire, toujours propriété de l'État, accueille depuis fin octobre 2015 environ deux cents migrants (dont des Soudanais, des Érythréens et des Afghans) afin de décharger les structures d'hébergement parfois vétustes de la région parisienne, pour une durée d'un mois,,.

#### Autres monuments
Varennes-sur-Allier ne possède aucun édifice inscrit aux monuments historiques et un lieu inscrit à l'inventaire général du patrimoine culturel : un jardin public, propriété de la commune, datant de 1981.
- Église Sainte-Croix de Varennes-sur-Allier.
- Chapelle Notre-Dame de Chazeuil.

### Personnalités liées à la commune
- Jean Brérault (1898-1973), réalisateur de films engagé.
- Jean-François Burelle (1772-1825), député de l'Allier (1815, 1819-1823), mort à Varennes.
- Coco Chanel y passait ses vacances avec sa tante et y apprit la couture.
- Antoine-Louis Collet, né en 1865 et mort en 1956, fabricant et négociant de meubles, maire, nommé par le gouvernement de Vichy, d'avril 1941 à septembre 1944, s'est dévoué avec Maurice Turlin pour accueillir les réfugiés qui arrivaient du Nord[Note 6]. Il accueille également une quarantaine de Juifs et leur apporte son aide pour échapper aux rafles des nazis ou de la milice, n'appose aucun tampon « Juif » sur les cartes d'identité de ses protégés et remet des faux-papiers aux juifs et aux maquisards. Il a ainsi sauvé les familles Louis Dreyfuss, Gapp, E. Furtos, Salomon Kahn (voir ci-dessous) et Sulzer (enfants Henri, Jean et Francis), Lintermans Kinsch, Lersmon, Génin, Abjuszy et Blumenthal. Dès 1940, il cache dans ses vastes magasins d'exposition Collet-Mériaud[Note 7] de Varennes les marchandises des négociants juifs, comme celles de l'entreprise Brille de Strasbourg. Il a été reconnu « Juste parmi les nations » par le Comité Français pour Yad Vashem (יד ושם), dossier Yad Vashem 9536. La médaille a été remise à titre posthume lors d'une cérémonie à l'hôtel de ville le 25 mai 2003, en présence de Dinah Sorek, ministre-conseiller à l'ambassade d'Israël à Paris. Varennes-sur-Allier a donné son nom à une allée desservant le centre commercial de la ville[58],[59].
- Eugène Gendre-Turlin (3 juin 1861 - 5 septembre 1945), né et habitant à Varennes-sur-Allier. Cofondateur de la Société commerciale d’eaux minérales du Bassin de Vichy, dont il devient président. Fondateur de la Société des verreries de Saint-Yorre.
- Salomon Kahn, réfugié juif pendant la guerre, habitant derrière la gare de Varennes-sur-Allier, à proximité de la base aérienne 606 occupée par les Allemands, a aidé à sauver des aviateurs américains, notamment en servant d'interprète ; à ce titre, il a reçu une lettre personnelle de remerciements du général Dwight D. Eisenhower, commandant-en-chef des forces alliées et futur président des États-Unis[60].
- Plusieurs résistants ont été déportés pendant la guerre au camp de concentration de Buchenwald, en particulier Henri Rolhion et André Tury (mort en captivité, ce dernier a donné son nom à une rue de la ville située derrière le groupe scolaire).
- Max Favalelli (23 janvier 1905 - 22 décembre 1989)[61], fils d'un médecin de Varennes-sur-Allier, a été journaliste, homme de lettres, concepteur de mots croisés, juge arbitre de jeux télévisés dont Le mot le plus long de 1966 à septembre 1970 et Des chiffres et des lettres de janvier 1972 à octobre 1985. Il a été rédacteur du magazine antisémite Je suis partout avant la Seconde Guerre mondiale[62]. Il a été longtemps associé dans le grand public à une connaissance quasi encyclopédique du contenu du dictionnaire (même s'il ne s'appuyait pas seulement sur sa seule mémoire). Il a également tenu son propre rôle dans le feuilleton Le gruyère qui tue de Pierre Dac et Francis Blanche dans la série Signé Furax. La salle communale porte son nom.
- Pierre Rambert, né à Montaigu-le-Blin et scolarisé à Varennes-sur-Allier, musicien, danseur et chorégraphe, est devenu directeur artistique du Lido[Note 8].
- Jean Bazola, scolarisé à l'école primaire et au cours complémentaire jusqu'à l'entrée à l'école normale de Moulins, a fait une carrière d'instituteur, puis, après avoir été admis comme stagiaire à l'École normale supérieure de Saint-Cloud, s'est spécialisé dans la didactique. Ses activités musicales lui ont permis de fonder de nombreuses chorales et d'animer plusieurs orchestres. Il est l'auteur, entre autres, d'un Concerto pour contrebasse et orchestre et d'une Symphonie bourbonnaise ; il a aussi écrit une série de sonnets sur les grands épisodes des Gargantua et Pantagruel de Rabelais. Il est décédé en mai 2011 à Tours. Son fils François Bazola est agrégé de musicologie, chef de chœur des Arts Florissants de William Christie, est le directeur-fondateur de l'ensemble Consonances et professeur au conservatoire de Tours. Il est marié à la cantatrice soprano Noémi Rime.
- Henri Sulzer, scolarisé au cours complémentaire de l'école primaire à la troisième, a été reçu la même année dans la botte aux concours de l'École normale supérieure de Paris, l'École polytechnique et l'École centrale. Ayant choisi de devenir polytechnicien, il a d'abord été ingénieur au CNET (Centre national d'études des télécommunications) où il a participé à la mise au point de la fusée Véronique et son lancement à Hammaguir et à Reggane au cœur du Sahara algérien. Il a ensuite rejoint le groupe Schneider qui l'a chargé de créer une société sœur aux États-Unis. Plus tard, Il a fondé sa propre société de fibres optiques en Californie où il est décédé en 1997.
- Claude Ferrieux, professeur agrégé d'italien honoraire, scolarisé à Varennes de l'école primaire à la 3e, est l'auteur de nombreux ouvrages de fiction et d'histoire publiés par diverses maisons d'édition situées à Brissac près d'Angers (Petit Pavé), en Corse (Handi20), à Bourges (Lettropolis), à Romorantin (Marivole, groupe Ramsay) et à Valence (La Bouquinerie), près de Romans-sur-Isère où il réside. Concernent Varennes et la région : Si mon Bourbonnais vous était conté, Varennes, petit abécédaire de souvenirs bourbonnais, Allier, tel que nous t'avons aimé, Commissaire Bourbonnais, L'Histoire du Bourbonnais racontée aux enfants, Bourbonnais se déchaîne, Michelle, Bourbonnais pris au piège, Les Dernières Heures du duché de Bourbonnais.
- Jean Dévaux, scolarisé de l'école primaire à la 3e, est devenu professeur des Sciences de la vie à l'université de Clermont-Ferrand, a publié plusieurs ouvrages dont, en collaboration, Écologie, approche scientifique et pratique, publié en 2011 aux éditions Lavoisier.

### Héraldique
|  | Les armes de la commune se blasonnent ainsi : De vair au chef de gueules. |